# Meißen
Meißen o Meissen ([ˈmaɪsn̩] en latín: Misnia o Misena) es una ciudad alemana en el estado federado de Sajonia. Está situada a orillas del río Elba, 25 km al noroeste de Dresde.
De reconocida fama internacional debido a la porcelana que allí se fabrica y exporta desde 1708. El nombre de la ciudad se escribe con doble /s/ en lugar de /ß/ (Meissen) es una marca registrada perteneciente a dicha manufactura de porcelana (Staatliche Porzellanmanufaktur Meissen).

## Historia

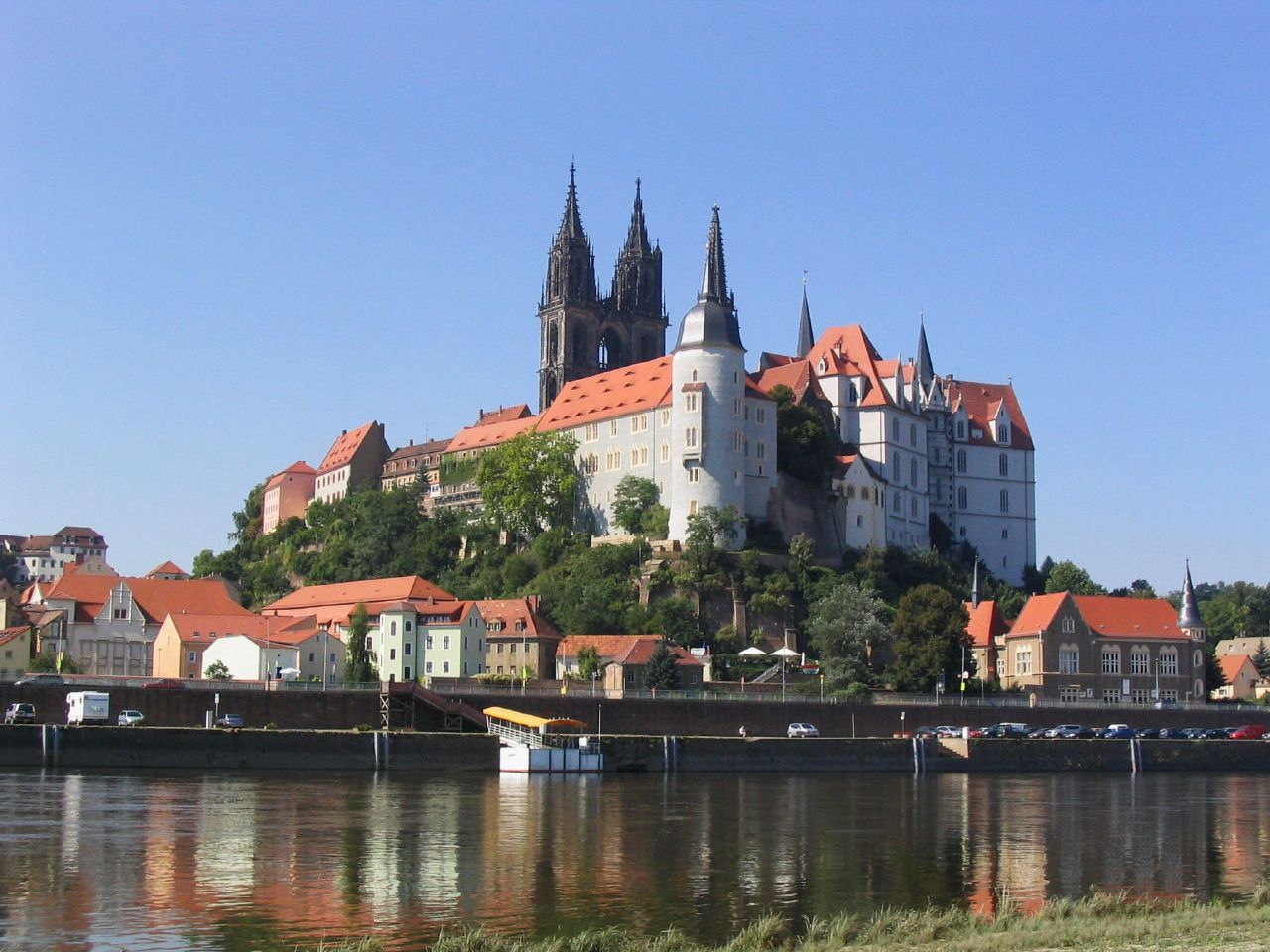
El castillo de Albrechtsburg y al fondo las torres de la catedral de Meissen

En 929 el rey Enrique I el Pajarero erigió una fortaleza en la colina situada en el centro de la ciudad actual, donde previamente estuvo emplazado el castillo eslavo de Meisa. Este castillo (llamado Albrechtsburg) fue el centro de la Marca de Meißen, que posteriormente devino en el Electorado de Sajonia y finalmente en el Reino de Sajonia. Este territorio se ajusta con pocas diferencias al del actual Estado Libre de Sajonia, federado en Alemania.
En Meissen existían ya desde 1205 el monasterio agustiniano de Santa Afra, un monasterio de monjas benedictinas y el monasterio de Heilig Kreuz, probablemente desde finales del siglo XII. Un convento de la Orden Franciscana fundado en 1210 está documentado en la ciudad desde 1263. Desde 1274 el monasterio de Meissen fue el monasterio principal de la Custodia de Meissen en la Provincia Franciscana de Sajonia (Saxonia) y, alrededor del año 1450, recibió la segunda iglesia.
En el curso de la Reforma, que no fue introducida en Meissen hasta 1539, los tres monasterios fueron disueltos y se estableció una escuela municipal en el antiguo monasterio franciscano. Desde 1543, la escuela principesca se encuentra en el antiguo monasterio de Santa Afra. Durante mucho tiempo, Meissen estuvo determinada económicamente por la fábrica de telas, que casi se paralizó durante la guerra de los Treinta Años. En 1710 se inauguró la fábrica de porcelana bajo el reinado de Augusto el Fuerte, dando nuevos impulsos.
El Margraviato de Meissen existió hasta 1423. Los famosos Margraves de Meissen fueron Conrado I el Grande, Otón II el Rico, Teodorico I el Oprimido, Enrique III el Ilustre y Federico el Pendenciero, que se convirtió en Elector de Sajonia.
La catedral de Meißen y el castillo de Albrechtsburg, situados en una colina en la orilla izquierda del río Elba, caracterizan la silueta de Meißen. La construcción de la catedral comenzó alrededor de 1250. Las dos impresionantes torres de la catedral no se terminaron hasta 1909, después de que la fachada oeste con sus dos torres construidas a partir de 1315 fuesen destruidas por un rayo en 1547. 
A partir de 1470, el castillo de Albrechtsburg fue el primer castillo alemán que se construyó bajo Arnold de Westfalia. Inicialmente pensada como residencia de los dos príncipes gobernantes, nunca se utilizó para este propósito, sino que permaneció vacía. Desde 1710 hasta mediados del siglo XIX, el castillo de Albrechtsburg sirvió como sede de la fábrica de porcelana de Meissen.

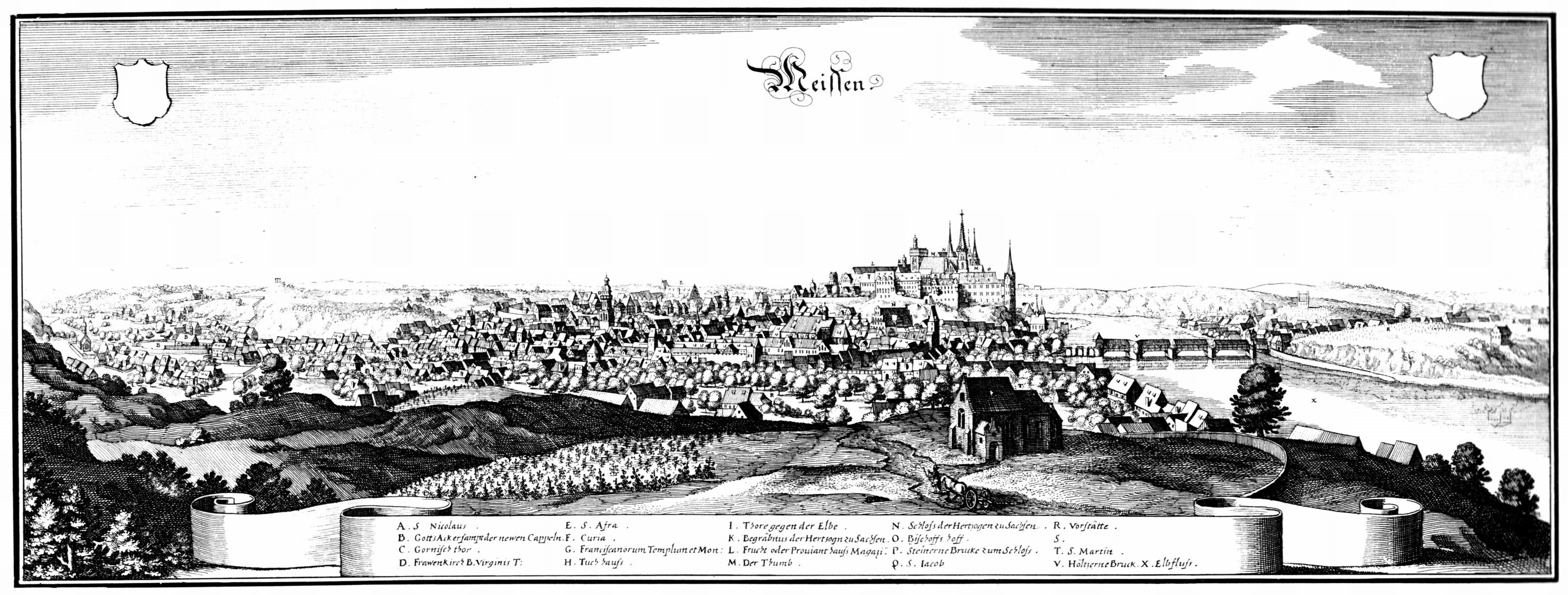
Vista de Meißen en el año 1650

En Meissen, las brujas fueron perseguidas entre 1540 y 1696: Once personas entraron en juicios por brujería y en 1620 una mujer fue quemada.
La ciudad de Meißen perteneció al distrito administrativo de Meißen establecido en 1874, estuvo libre de 1915 a 1946 y luego dio lugar al distrito de Meißen.
En la época del nacionalsocialismo, los opositores políticos del régimen nazi también fueron perseguidos en Meissen. El trabajador socialdemócrata Max Dietel, un luchador de la resistencia, fue asesinado en Görden en 1943. Las familias judías que vivían en la ciudad fueron expulsadas del país o deportadas a campos de exterminio. Entre ellos se encontraban los esposos Alex y Else Loewenthal, que habían dirigido un centro comercial en la calle Elbstraße 8 y fueron asesinados en 1942. 
El superintendente de Meissen en aquel entonces, Herbert Böhme, quería impedir que Meissen fuera declarada fortaleza en los últimos días de la guerra y que fuera defendida por todos los medios. Fue condenado a muerte por sus valientes objeciones al Gauleiter Mutschmann y al entonces alcalde. Con el bombardeo de Dresde el 7 de mayo de 1945, el Ejército Rojo impidió la ejecución de la sentencia de muerte. El ala de la prisión del antiguo tribunal de distrito es actualmente accesible en el memorial del Münchner Platz de Dresde.
Los grandes almacenes de la cadena Schocken, situados en la calle Elbstraße 19, fueron arianizados en 1938 y el edificio fue destruido en la Segunda Guerra Mundial. En general, sin embargo, la ciudad solo sufrió pérdidas menores relacionadas con la guerra en su estructura histórica. El puente del Elba (Altstadtbrücke) y el puente ferroviario, sin embargo, quedaron inutilizados el 26 de abril de 1945 debido a las explosiones parciales de la Wehrmacht. Algunas casas de la Elbstraße adyacente sufrieron graves daños.
En vista del aumento constante de la población, la RDA centró sus actividades de construcción en la creación de viviendas, especialmente en los barrios periféricos. El centro histórico de la ciudad se fue deteriorando cada vez más.
El 3 de octubre de 1990 se fundó el Estado Libre de Sajonia en el Castillo de Albrechtsburg. Después de la reunificación, el centro de la ciudad en particular fue renovado completamente.

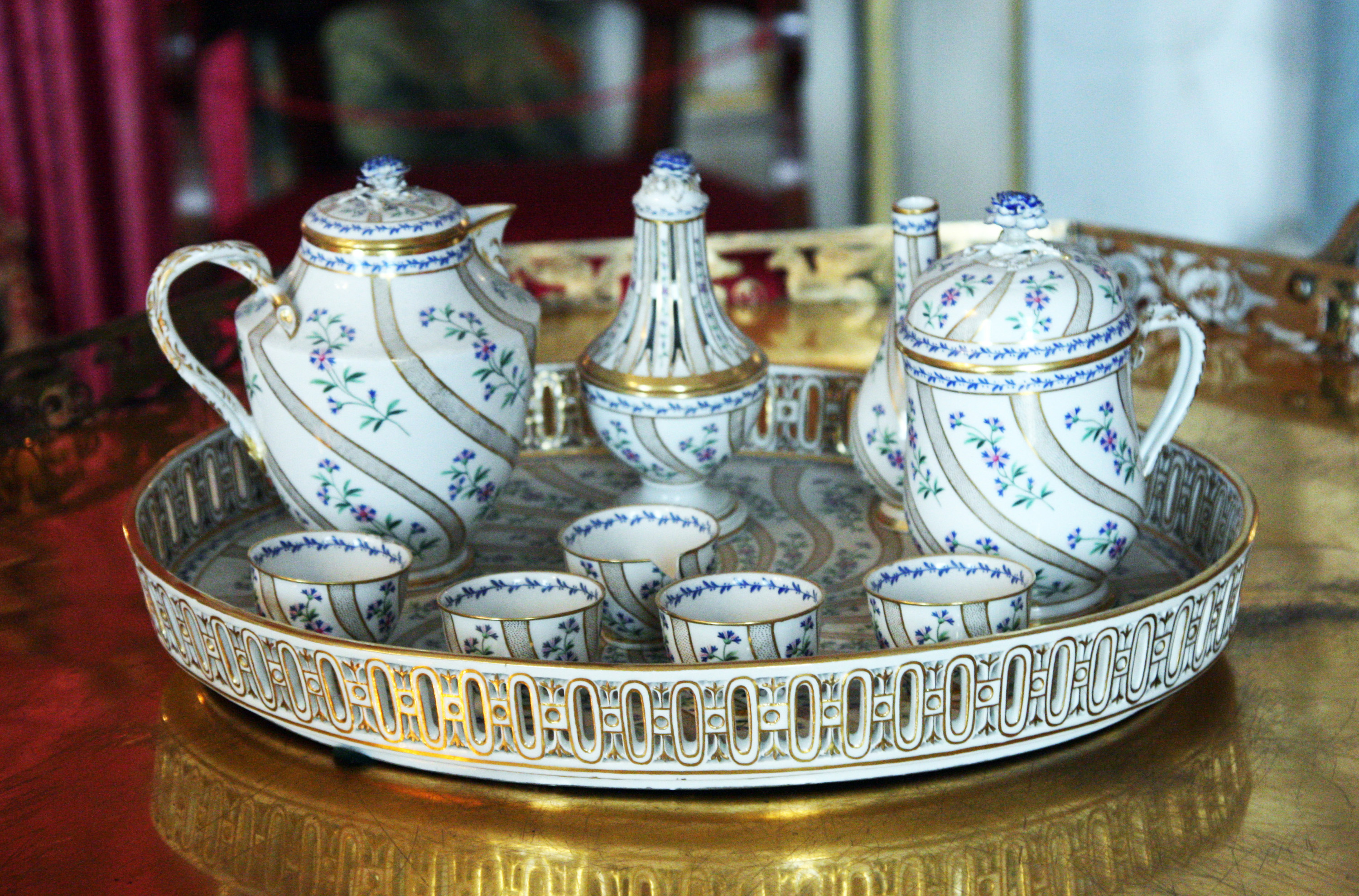
Juego de tazas de porcelana de Meissen (1810-1820) procedentes de la habitación de la reina Carlota del Reino Unido.

En agosto de 2002, partes del centro histórico de la ciudad quedaron gravemente dañadas debido a las inundaciones. En la noche del 13 de agosto, inundó su valle y el casco antiguo. Cuatro días más tarde, el nivel de la crecida del Elba alcanzó su nivel más alto, de modo que el casco antiguo y otras partes de la ciudad quedaron parcialmente inundadas hasta tres metros. En Dresde, el nivel de 9,40 metros estaba casi 8 metros por encima del nivel normal de esta temporada. El cine, el teatro, la fuente Heinrichsbrunnen y otros lugares de interés en Meissen se inundaron temporalmente. Se salvó la elevada plaza del mercado con la Frauenkirche y el ayuntamiento.
En junio de 2013, otra inundación azotó la ciudad de Meissen. El 6 de junio, el nivel de Dresde era de 8,76 m, 64 cm por debajo del nivel de 2002, y partes del casco antiguo de Meissen se inundaron de nuevo, como el teatro, el cine, la Heinrichsplatz, la Neugasse, la Gerbergasse, la Neumarkt y la Buschbad, debido a que la inundación superó el muro de contención recién construido en las orillas del Elba.
En la noche del 29 de junio de 2015, se produjo un incendio provocado en un campamento de refugiados deshabitado, seguidos de amenazas de muerte hacia el propietario del terreno. Según la policía, los autores son sospechosos de la extrema derecha xenófoba.

## Demografía
| Gráfica de evolución de Meißen entre 1834 y 2020 |
|                                                  |

Fuente: Statistisches Landesamt des Freistaates Sachsen.

## Galería

Meißen
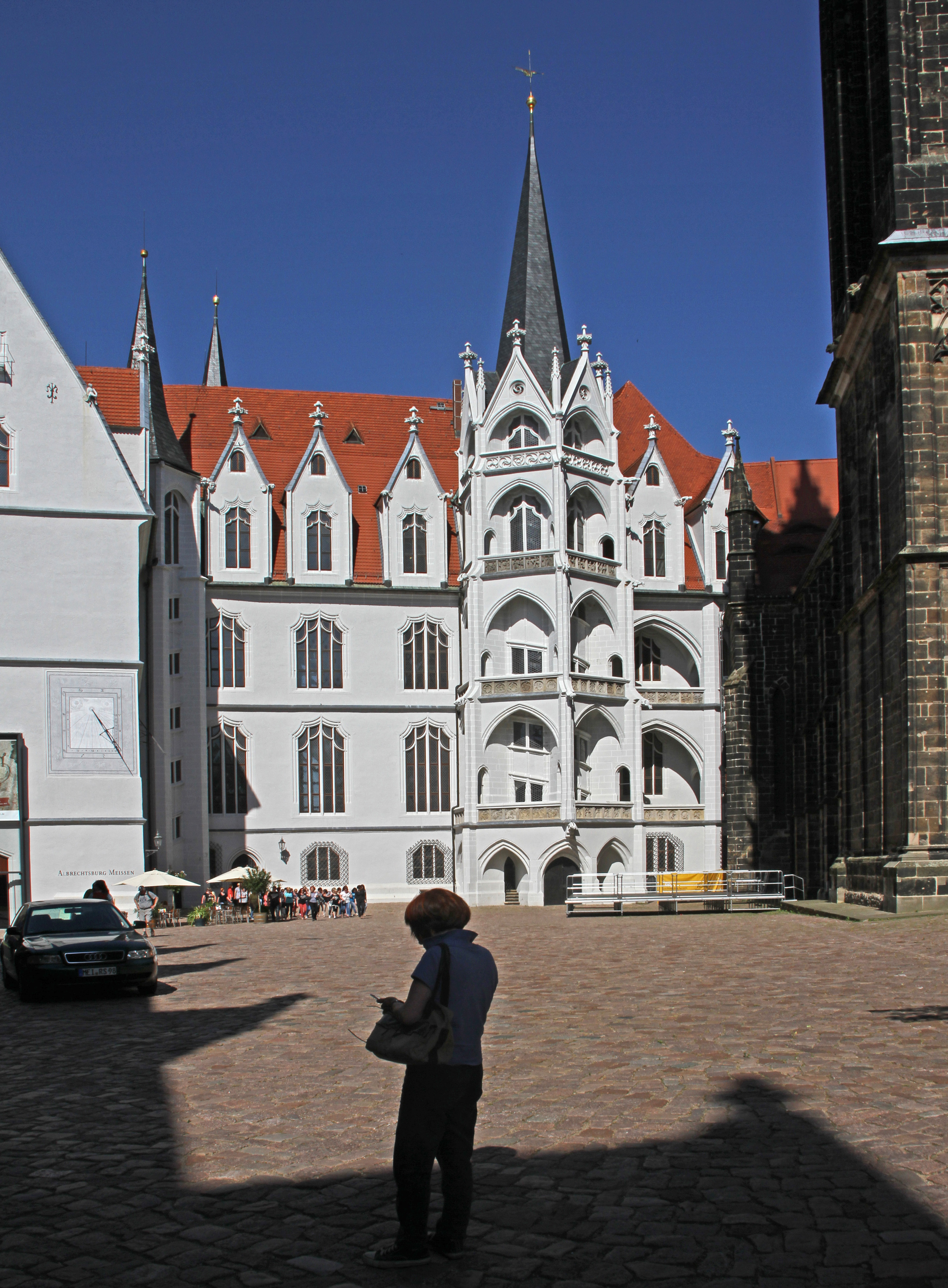
Castillo de Albrechtsburg
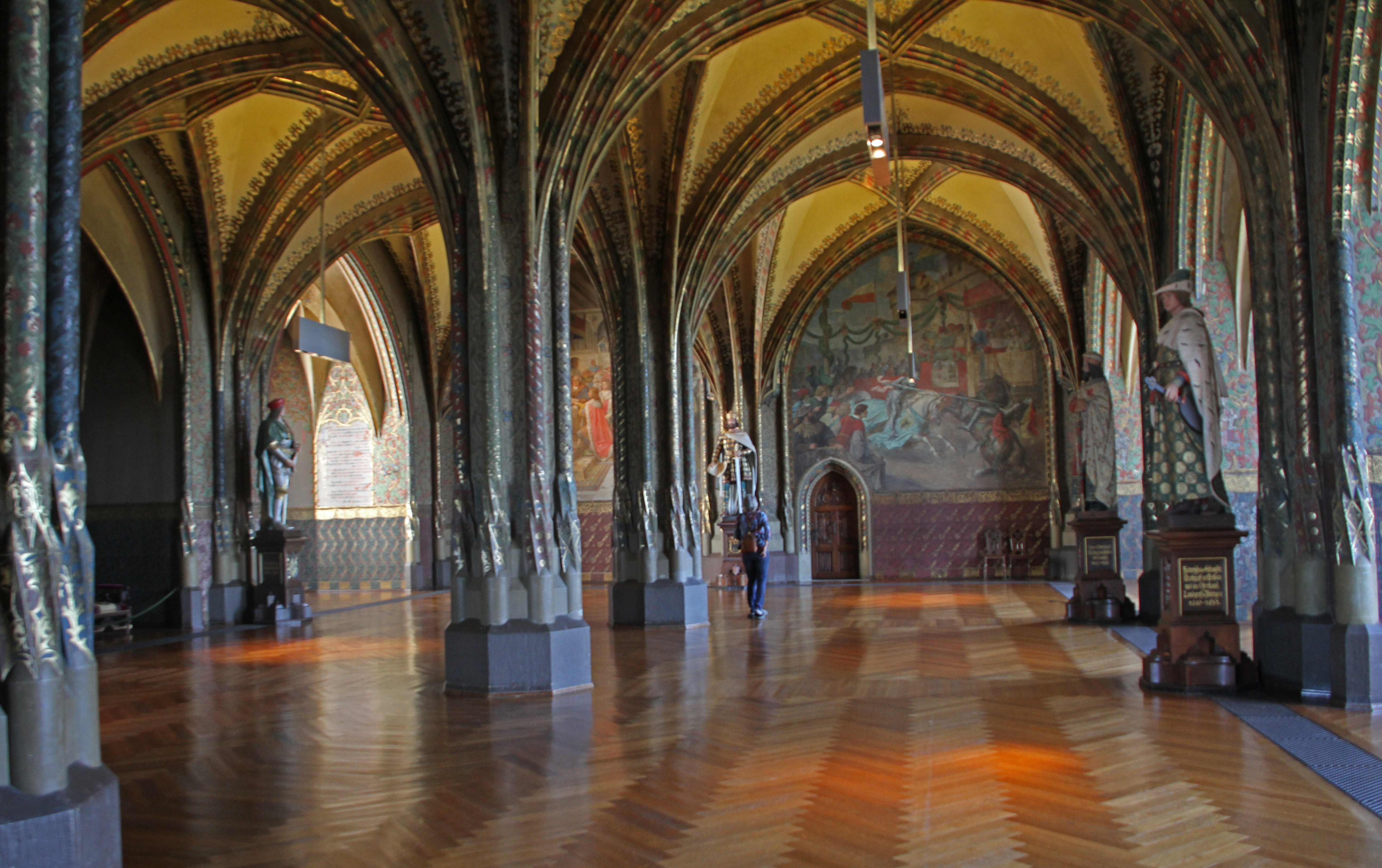
Castillo de Albrechtsburg
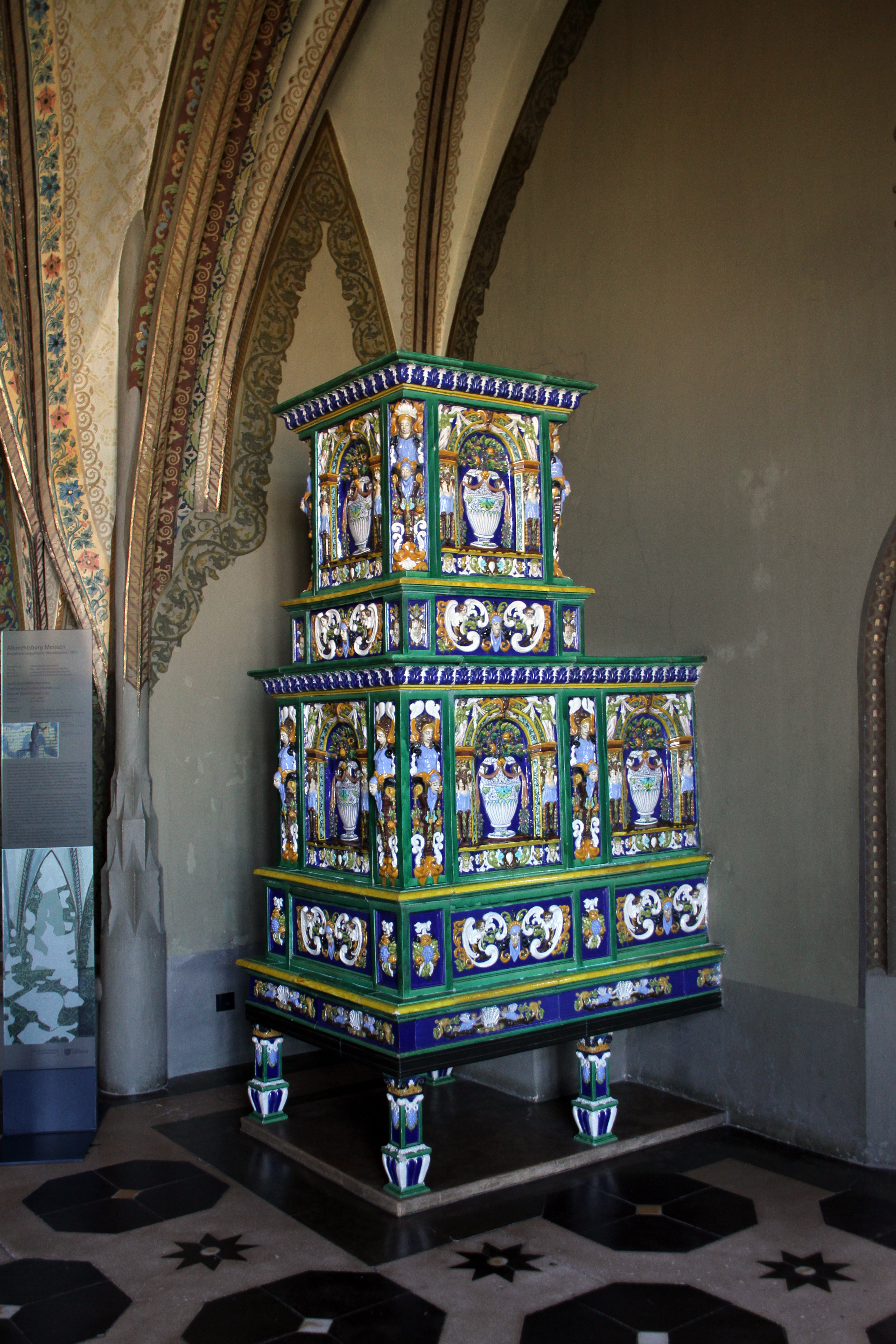
Castillo de Albrechtsburg
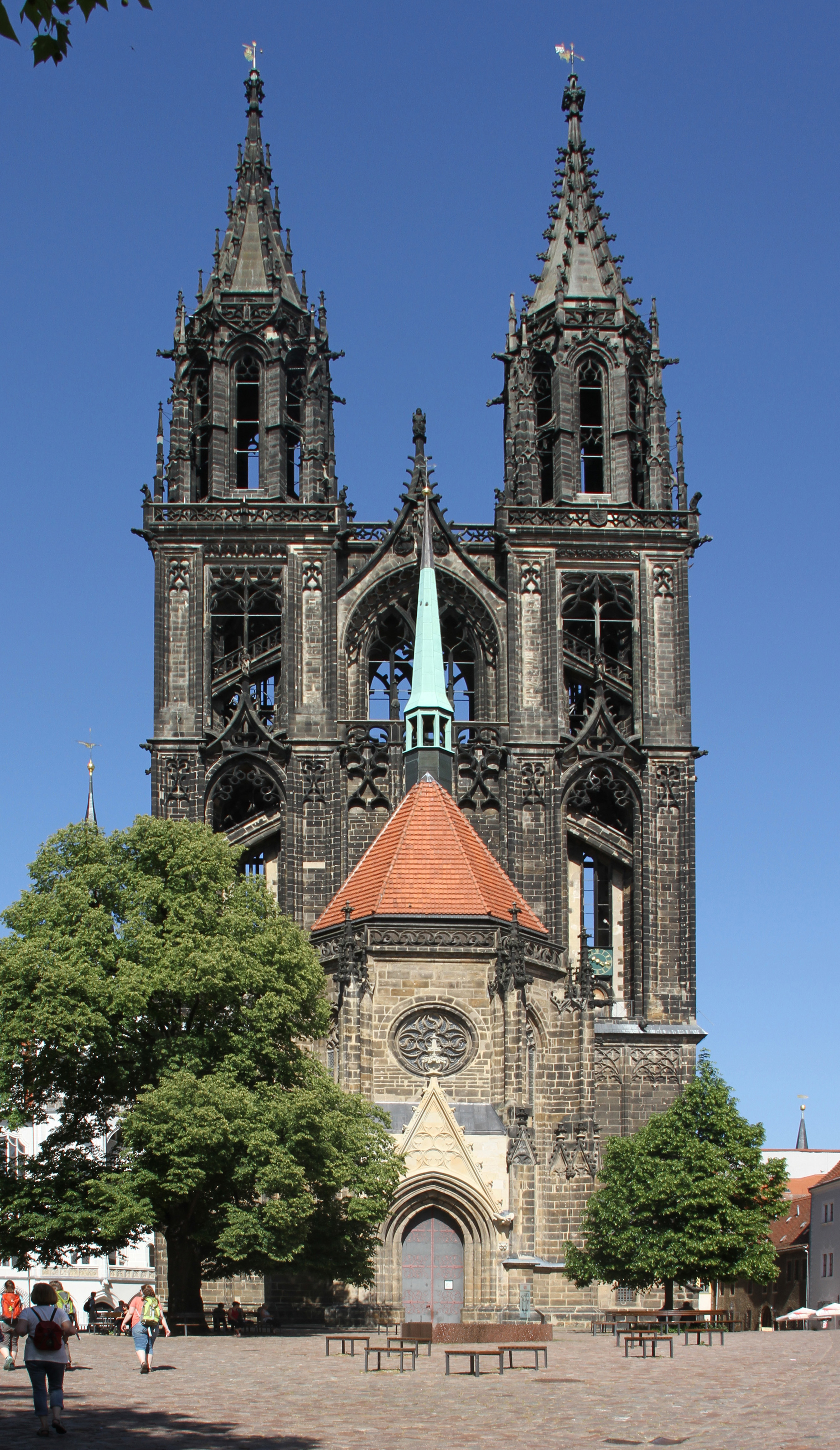
La catedral
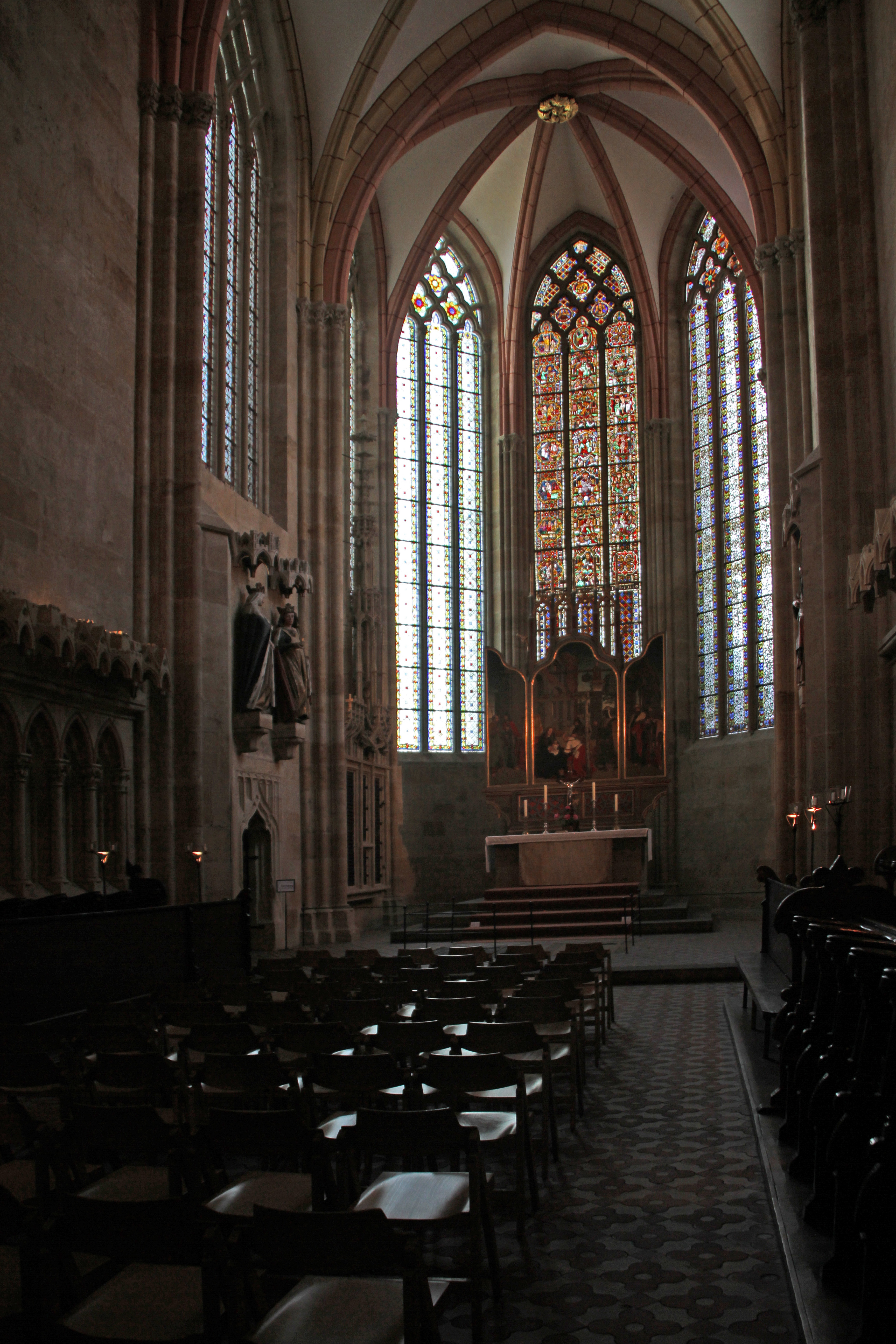
La catedral
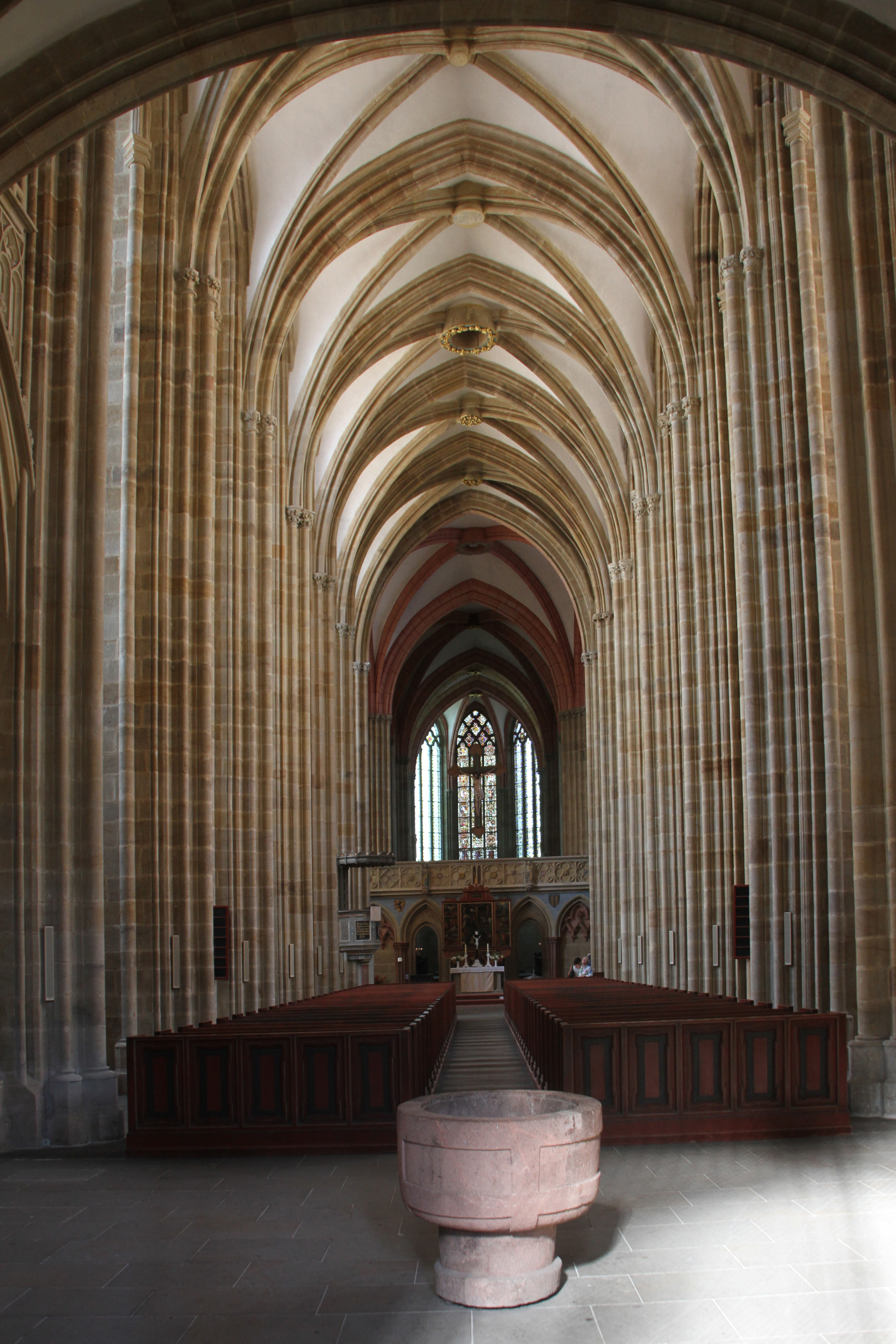
La catedral